# Ленские золотые прииски
Ленские золотые прииски — прииски по добыче золота в бассейне реки Лены.

## История приисков
Добыча золота в Витимско-Олёкминском районе началась в 1844 году. По другим данным, история Ленского золотоносного района ведёт свой отсчёт с 1846 года, когда на средства иркутского купца первой гильдии Константина Трапезникова и действительного статского советника Косьмы Репинского были открыты россыпные месторождения золота в верхнем течении речки Хомолхо. Доверенными лицами предпринимателей были олекминский крестьянин Петр Корнилов и тобольский мещанин Николай Окуловский. Они участвовали в межевании первых приисков, Спасского и Вознесенского, регистрировали заявки в Олёкминском полицейском управлении.
Со временем чрезвычайно богатые пески Витимско-Олёкминского района начали иссякать, и «дикая» добыча стала нерентабельной. Вместо пионеров-одиночек c кайлами и шлиховыми лотками на прииски пришли купцы, принесшие с собой новые технологии золотодобычи.
В 1861 году на приисках начала действовать первая в районе конная железная дорога, а в 1865 году там уже действовала узкоколейка. К 1896 году была построена первая в бассейне Лены гидроэлектростанция мощностью в 300 кВт, от которой к прииску была проложена первая в России линия электропередач напряжением 10 кВ. Летом 1898 года на Ленских приисках подключили первые телефоны, и тогда же вдоль реки Ныгри была пущена первая в России электрифицированная железная дорога. Благодаря использованию новейших технологий бодайбинские (Ленские) прииски стали одними из лучших в мире. Однако высокие издержки на добычу постоянно требовали соответствующего объёма оборотных средств. Прииски практически не приносили прибыли владельцам, долги купцов росли.
В 1873 году банкир Евзель Гаврилович Гинцбург скупил долги купцов-золотопромышленников и потребовал их немедленной оплаты. В итоге «Ленское золотопромышленное товарищество» («Лензото») перешло в собственность Гинцбургов и их компаньонов. Прииски продолжали нести убытки, а сын Евзеля — барон Гораций Гинцбург продолжал скупать участки добычи. В 1892 году банкирский дом Гинцбурга попал в полосу глубокого кризиса, было назначено внешнее управление, и «Лензото» стало испытывать серьёзный дефицит оборотных средств. Из-за несвоевременного поступления заработной платы рабочие неоднократно были на грани бунта.
В 1896 году Гораций Гинцбург, спасая семейное состояние, создает новое «Ленское золотопромышленное товарищество» для краткости также именуемое «Лензото». Помимо Гинцбургов, акционерами «Лензото» стали: М. Мейер, В. Бок, М. Варшавер, К. Винберг. Тем не менее, «Лензото» практически сразу попадает в тяжелое финансовое положение. Ежегодная финансовая потребность достигла 4 млн рублей. В 1901—1902 годах убытки предприятия составили свыше 3 млн рублей.
От неизбежного краха «Лензото» спаслось с помощью Государственного банка, который сначала открыл ему краткосрочный кредит на ежегодные текущие расходы (от 6 до 8 млн руб.), а затем предоставил долгосрочный кредит в 7 млн руб.: в Российской империи был введен золотой стандарт рубля, и государство было заинтересовано в бесперебойной добыче золота. Однако условия кредита были достаточно обременительными. Для контроля над расходованием государственных средств в состав правления «Лензото» был введен директор банка Н. И. Бояновский, а главноуправляющим назначен ставленник банка И. Н. Белозёров. До погашения всей задолженности Госбанк не разрешал выдачу дивидендов акционерам. Проценты по кредиту Госбанка были достаточно высоки (7,5-8 % годовых). Поэтому акционеры продолжили поиски инвесторов.

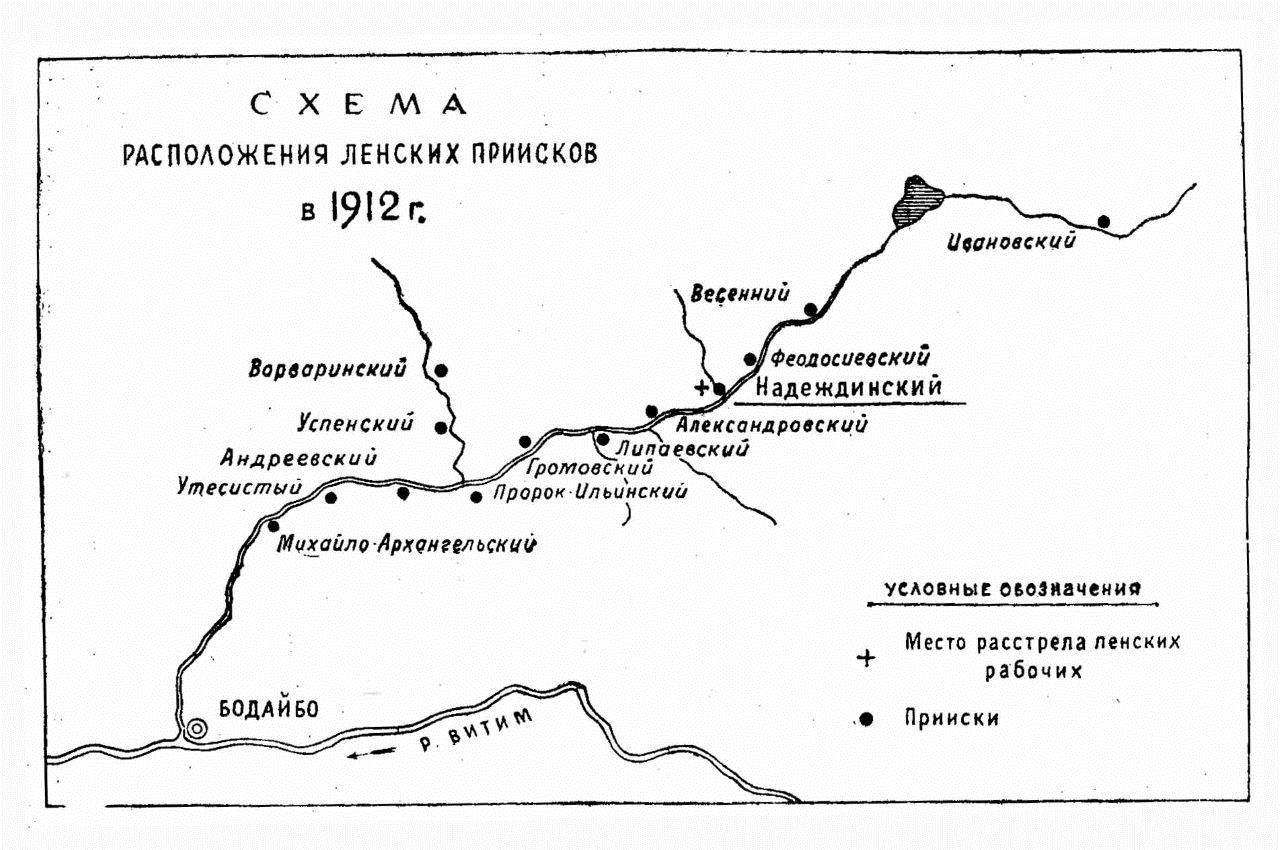
Схема расположения Ленских приисков. 1912 г.

В 1906 году они начали переговоры с англо-русским акционерным обществом «Русская горнопромышленная корпорация» которые завершились 11 июня 1908 года подписанием договора о создании финансового общества «Lena Goldfields Co., Ltd» («Лена Голдфилдс»). Председателем его правления был избран бывший министр торговли и промышленности В. И. Тимирязев, занимавший аналогичный пост и в «Русской горнопромышленной корпорации». Остальные места в правлении заняли иностранцы. Вице-председателем стал лорд Гаррис — председатель правления компании «Объединенные золотые прииски Южной Африки». В правление вошли также Ф. У. Бэкер (директор-распорядитель брокерской фирмы «Л. Гирш и К°»), Г. Д. Бойл (директор «Русской горнопромышленной корпорации»), Р.Дж. Фрешвилл (директор компании «Объединенные рудники»), а также некий М. Кемпнер из Берлина.
В октябре 1911 года в состав правления «Lena Goldfields» вошли видные представители российских банков А. И. Вышнеградский и А. И. Путилов. В 1912 г. вместо Тимирязева в правление был введен русский финансовый агент в Лондоне М. Рутковский. Хотя пост председателя занимал лорд Гаррис (вице-председателем стал Вышнеградский), представительство русских акционеров в правлении «Лена Голдфилдс» заметно расширилось.
При финансовой поддержке Госбанка и «Лена Голдфилдс» к 1910 году «Лензото» превратилось в полновластного хозяина Ленского золотопромышленного района, монополизировав не только практически всю добычу, но и транспорт, и торговлю. «Лензото» принадлежал 431 прииск общей площадью 42 609 га. По масштабу добычи золота оно занимало первое место в России, намного опережая все другие предприятия. В 1908—1916 годах «Лензото» добывало ежегодно от 8 до 16 тонн золота. Его удельный вес в общесибирской добыче золота составлял в этот период от 43 до 60 %.

### Фондовая биржа

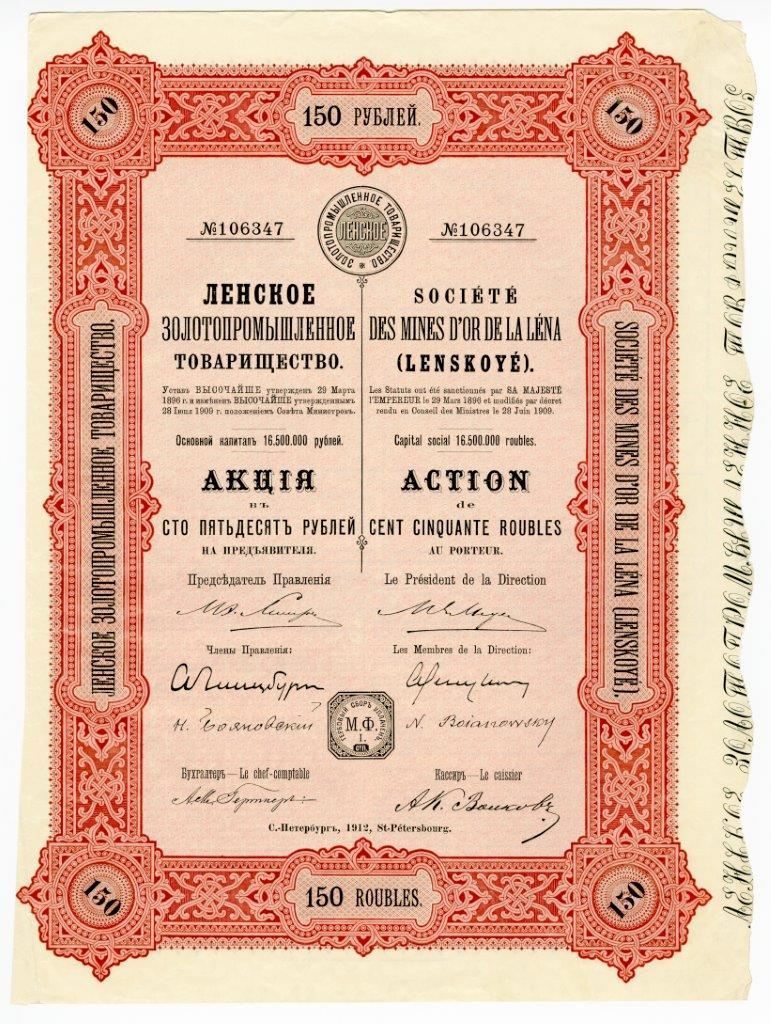
Акция в 150 руб. на предъявителя Ленского золотопромышленного товарищества, С.-Петербург, 1912 г.

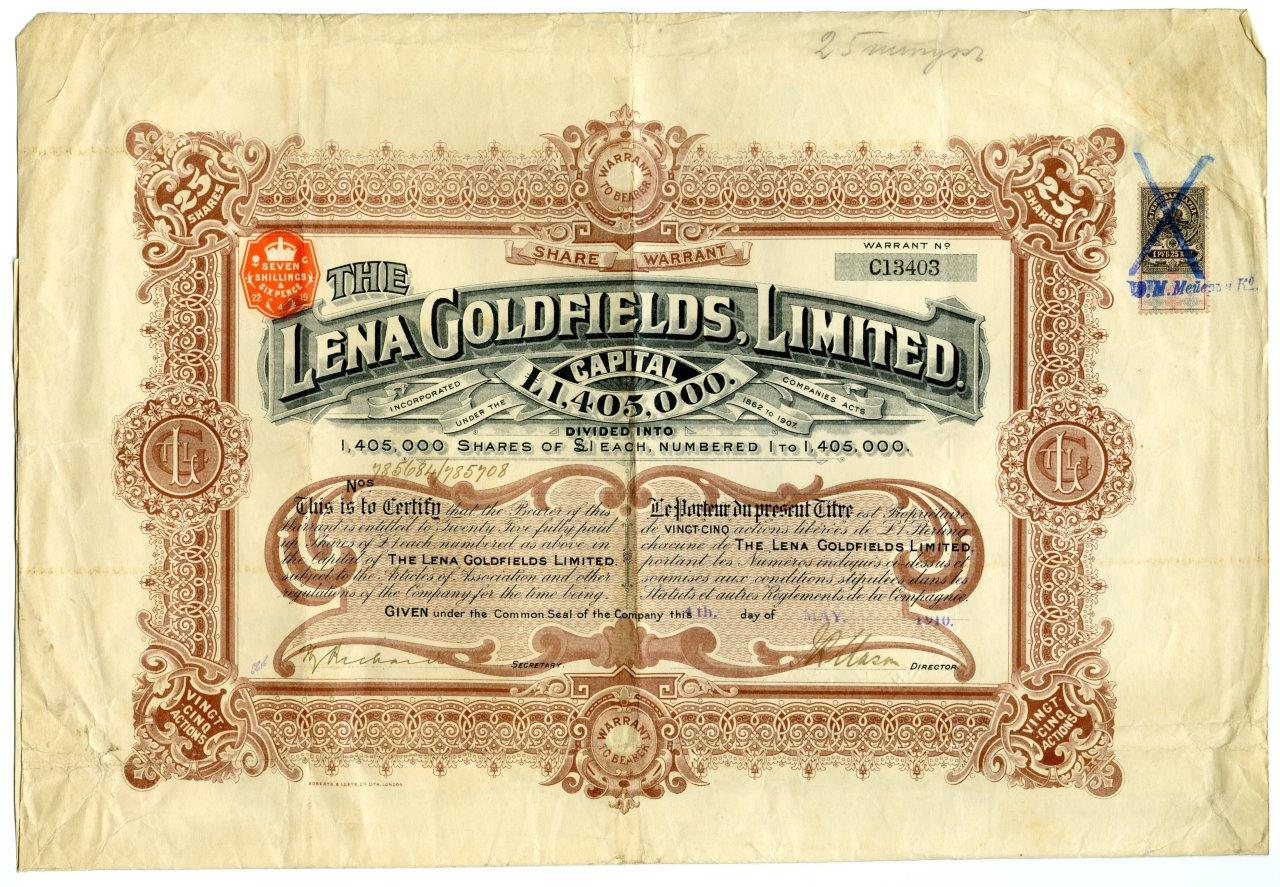
Акция «Лена Голдфилдс» (Lena Goldfields, Ltd), Варрант на 25 акций, 1910 г.

Ленские акции начали котироваться на Петербургской бирже в 1905 году, когда «Ленское товарищество» было уже прибыльным предприятием, но ещё не давало дивиденда. Акции, номиналом 750 рублей, на бирже расценивались в среднем в 225 рублей. До 1908 года биржевая цена акций ни разу не поднялись выше номинала. С переходом собственности «Лензото» в руки «Lena Goldfields» акции компании начали стремительно расти. В 1909 году они поднялись до 1850 рублей. В 1910 году «Ленское товарищество» выдавало акционерам 56 % дивиденда и котировки акций поднялись до колоссальной цифры в 6075 рублей. Небывалый подъём ленских акций был достигнут при помощи целой системы биржевых махинаций управляемых группами акционеров и различными биржевыми маклерами. Использовался весь известный на то время арсенал средств: подкупная бульварная и «солидная» печать, биржевые маклеры, сомнительные банки и т. д. 30 декабря 1910 года акция упала до 3100 рублей, затем опять была поднята до 5500 рублей и такие скачки котировок происходили непрерывно.

### Собственники компании
На момент трагических событий начала 1912 года 66 % акции товарищества «Лензото» принадлежало компании «Lena Goldfields». Компания была зарегистрирована в Лондоне. Акции компании торговались в Лондоне, Париже и в Санкт-Петербурге. 70 % акций компании «Lena Goldfields» или около 46 % акций «Лензото» находилось в руках русских бизнесменов объединённых в комитет российских вкладчиков компании. 30 % акций компании «Lena Goldfields» или около 22 % акций «Лензото» было в руках британских бизнесменов. Примерно 30 % акций «Лензото» продолжали владеть Гинцбурги и их компаньоны.

### Управление добывающей компанией
Несмотря на то, что большинство акций «Лензото» находилось в руках «Lena Goldfields», непосредственное управление Ленскими рудниками осуществляло «Лензото» в лице Гинцбурга. Правление товарищества, действовавшие на момент забастовки, было избрано в июне 1909 года:
- Директор-распорядитель — барон Альфред Горациевич Гинцбург;
- Директора правления — М. Е. Мейер и Г. С. Шамнаньер;
- Члены ревизионной комиссии — В. В. Век, Г. Б. Слиозберг, Л. Ф. Грауман, В. 3. Фридляндский и Р. И. Эбенау;
- Кандидаты в члены правления — В. М. Липин, Б. Ф. Юнкер и А. В. Гувелякен;
- Управляющий приисками — И. Н. Белозеров.

Таким образом, к 1912 году сформировалось несколько влиятельных групп акционеров, заинтересованных в контроле над крупнейшей российской золотодобывающей компанией. С одной стороны, происходил конфликт интересов русского и британского бизнеса в правлении головной компании «Lena Goldfields», с другой — представители управляющей компании (и бывшие владельцы) «Лензото» (во главе с бароном Гинцбургом) пытались не допустить фактического контроля над приисками со стороны правления «Lena Goldfields».
Современные исследователи[кто?] связывают забастовку и последующие трагические события на Ленских приисках с деятельностью по установлению контроля над приисками (рейдерством).

## Условия труда и быта рабочих

### Заработная плата

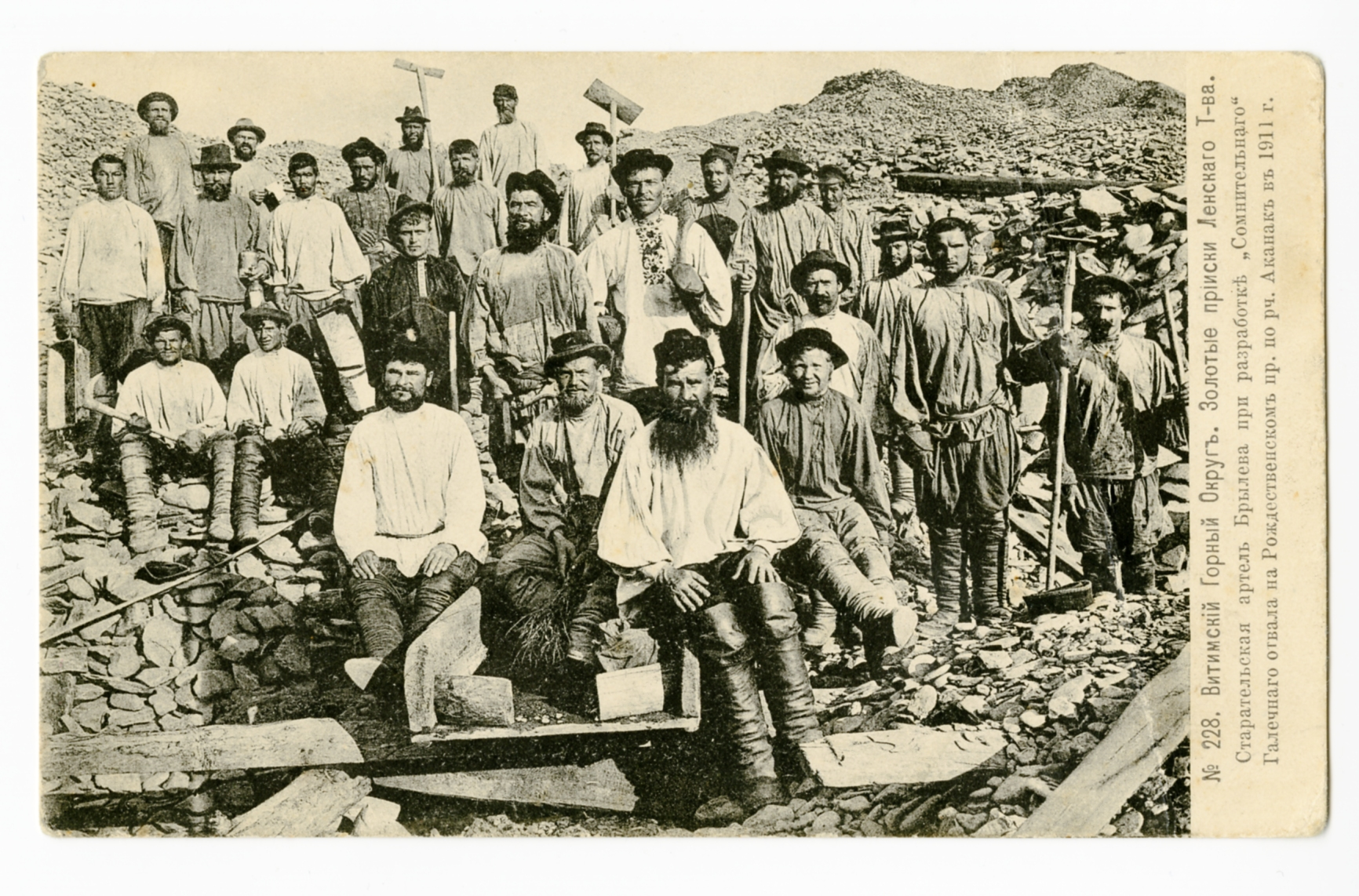
Старатели прииска «Сомнительный» Ленского золотопромышленного товарищества. 1911 г.

В целом, размер заработной платы позволял ежегодно вербовать основных рабочих в количестве выше необходимого. Вербовать новых рабочих Гинцбургу помогало министерство внутренних дел. Вербовка шла практически по всей территории империи. В 1911 году около 40 % рабочих было завербовано в Европейской части России. Подписавший договор работник получал в качестве аванса 100 рублей (полугодовое жалование рабочего в Москве) и отправлялся под наблюдением полиции на прииски.

Из письма Гинцбурга главноуправляющему И. Н. Белозёрову: «…Теперь мы положительно наводнены предложениями, поступающими с разных мест, особенно из польского края и из Одессы, но есть и из других городов… Воспользоваться содействием Министерства [внутренних дел] нам кажется более чем желательным, и вот по каким соображениям: 1. Раз наемка на прииски является для известной части населения истым благодеянием, то можно этим обстоятельством воспользоваться для того, чтобы понизить плату, против существующей у нас теперь. И пониженная плата представляется чем-то вроде Эльдорадо для голодного народа. На всякий случай, мы сообщили полиции плату на 30 % ниже существующей. 2. Мы не считаем, что есть какой-либо риск в том, чтобы нашелся лишний народ. При излишке рабочих вам легче будет предъявлять к рабочим более строгие требования, опять-таки присутствие лишнего народа в тайге может содействовать понижению платы, какую цель следует всеми мерами и преследовать…»

Заработная плата горнорабочих составляла 30-55 рублей в месяц, то есть была примерно вдвое выше, чем у рабочих в Москве и Санкт-Петербурге, и в десять-двадцать раз выше денежных доходов крестьянства. Однако непредусмотренный договором найма женский труд (равно как и труд подростков) оплачивался низко (от 84 коп. до 1,13 рубля в день), а в ряде доказанных случаев не оплачивался вообще.
Кроме того, до 1912 года «разрешались» сверхурочные старательские работы по поиску золотых самородков. Данные работы повременно не оплачивались, найденные самородки сдавались администрации по утверждённым расценкам на золото. В лавке «Лензото» за грамм самородного золота давали 84 копейки. В лавках частных перекупщиков — от одного до 1,13 рубля за грамм. В случае удачи, рабочий за год такой работы мог накопить до тысяч и более рублей. Непосредственно перед забастовкой старательские работы были запрещены, и, кроме того, администрацией были предприняты дополнительные меры, ограничивающие возможность поиска самородков на рабочих местах.

### Продолжительность рабочего дня
По договору найма, который подписывал каждый рабочий, и по официальному распорядку (утверждённому Министерством торговли и промышленности) продолжительность рабочего дня в период с 1 апреля по 1 октября составляла 11 часов 30 минут в сутки, а с 1 октября по 1 апреля — 11 часов при односменной работе. При двусменной работе — 10 часов. В случае необходимости, управляющий мог назначать три смены рабочих по 8 часов. При работе в одну смену рабочий день начинался в 5 часов утра; с 7 до 8 часов — первый перерыв; с 12 до 14 — второй перерыв; в 19 часов 30 минут (в зимнее время в 19 часов) — конец работы.
В реальности рабочий день мог длиться до 16 часов, поскольку после работы рабочим «разрешались» старательские работы по поиску самородков.

### Условия труда
Добыча золота проходила, в основном, в шахтах, в условиях вечной мерзлоты. Ледник приходилось разогревать кострами, а талую воду безостановочно откачивать. Механизация добычи, несмотря на значительные вложенные средства, была на недостаточном уровне, многие работы приходилось делать вручную. Спускаться в 20—60 метровые шахты приходилось по вертикальным обледенелым лестницам. Рабочие работали по колено в воде. После смены рабочим, в сырой от воды робе, приходилось идти по лютому морозу несколько километров до бараков. По данным Кудрявцева Ф. А. в 1911 году было зафиксировано 896 несчастных случаев с 5442 рабочими. Остро не хватало врачей и мест в больнице. Один врач обслуживал 2500 рабочих, не считая членов их семей. Правительственная и общественная комиссия Государственной Думы впоследствии признали медицинское обслуживание рабочих неудовлетворительным.

### Бытовые условия
Рабочие бараки «Лензото» были переполнены, мест для рабочих не хватало. Часть рабочих была вынуждены снимать частные квартиры для проживания. На оплату частных квартир уходило до половины заработка. Кроме того, как впоследствии установила комиссия, лишь около 10 % бараков удовлетворяло минимальным требованиям для жилых помещений.

Член комиссии Керенского, А. Тющевский писал: «Товарищи, нам здесь делать нечего, нам остается одно: посоветовать рабочим поджечь эти прогнившие, вонючие здания и бежать из этого ада, куда глаза глядят».

Пользуясь покровительством иркутских и бодайбинских властей, администрация «Лензото» монополизировала в регионе торговлю и транспорт, вынуждая рабочих отовариваться только в лавках, принадлежащих «Лензото», и передвигаться только на транспорте компании. Часть оплаты выдавалась в виде талонов в лавки компании, что было законодательно запрещено в Российской империи. Номинал талонов был достаточно велик, а разменивать талоны не было возможности. Рабочие были вынуждены покупать ненужные товары, чтобы отоварить талоны полностью.

### Положение женщин и подростков
По договору найма привозить на прииски жен и детей запрещалось. Рабочий мог привезти семью только с разрешения управляющего, таким образом, изначально попадая в зависимость от воли администрации. Женщин на приисках было достаточно много (до 50 % от количества мужчин). Находясь в зависимом положении от администрации, женщины часто были вынуждены работать против своей воли, за низкую заработную плату, либо вообще без оплаты. Нередки были случаи сексуальных домогательств к женщинам со стороны администрации.

## Ленский расстрел 1912 г
К концу 1911 года обострились противоречия между основными акционерами «Лензото». На бирже велась непрерывная борьба между медведями и быками. В прессе неоднократно сообщалось о массовых волнениях и забастовках на Ленских приисках, но привыкший к провокациям в адрес данной компании рынок практически не реагировал на СМИ.
В то же время на самих приисках росло недовольство рабочих. Ухудшающиеся условия труда и фактическое запрещение рабочим дополнительного заработка на самородном золоте создавало условия для забастовки.
Забастовка рабочих началась стихийно 29 февраля (13 марта) на Андреевском прииске, но затем к ней присоединились и рабочие других приисков. К середине марта число бастующих превысило 6 тысяч человек. В результате забастовки и последующего расстрела рабочих правительственными войсками пострадало, по разным оценкам, от 250 до 500 человек, в том числе 107—270 человек погибло.

## Советский период
В 1925 году, используя советское законодательство о концессиях, британская компания «Лена Голдфилдс» вновь получила право производить работы на сибирских (включая Ленские) золотых месторождениях сроком на 30 лет.
В декабре 1929 года на предприятиях концессии «Лена Голдфилдс» были произведены обыски и аресты работников. После этого компания признала невозможность дальнейшего сотрудничества с СССР, отозвала всех иностранных служащих из СССР и выдвинула претензию советскому правительству на 13 миллионов фунтов стерлингов. В 1930 году международный арбитраж (в концессионном соглашении был пункт о том, что в случае претензий сторон друг к другу конфликт разбирается особым образом созванным арбитражным судом из трех арбитров, одного из которых стороны согласовывают совместно) удовлетворил иск компании «Лена Голдфилдс» к советскому правительству. В ноябре 1934 года был утвержден разрыв концессионного соглашения. Власти СССР согласились выплатить компании отступные в несколько миллионов фунтов с рассрочкой на два десятилетия, а активы компании на территории СССР перешли в собственность государства. Оставшиеся претензии были урегулированы по советско-британскому соглашению 1968 года, когда СССР отказался от претензий на хранившееся в Великобритании золото, которое принадлежало вошедшим в состав СССР в 1940 году прибалтийским странам.